# Taiji Kase
Pour les articles homonymes, voir Kase (homonymie).
Sensei Taïji Kase est un karatéka japonais né le 9 février 1929 à Chiba (Japon) et mort le 24 novembre 2004 à Clamart (France). Il fut 9e dan de Karate Do Shotokan et 10e dan à titre posthume.[réf. souhaitée]

## Biographie

### Enfance et jeunesse
Sensei Taïji Kase est né le 9 février 1929 à Chiba (à l'est de Tokyo) et passe son enfance à Nakayama Chiba. Dès l’âge de 5 ans, il pratique le judo assidûment, comme son frère et son père qui est 5e dan. Il est lui-même 3e dan en 1944 et s’initie à l’aïkido.
En février 1944, il a 15 ans quand il découvre le livre « Karate Do kyohan » de Gichin Funakoshi (1868-1957) et décide de se rendre au Honbu Dojo Shotokan où le fils de Gichin Funakoshi, Yoshitaka, l’accepte malgré son jeune âge, après une longue discussion sur le Budo.
En mars 1945, il est formé à l’école de la Marine – Kaigun heiwa gakko - dans le camp des pilotes Kamikazes. Il n’y restera que six mois, jusqu’à la fin de la guerre, et l'armistice sera signée avant qu'il puisse effectuer sa mission suicide. En septembre 1945, il entre à l'âge de 16 ans, à l’université Senshu - département économie - d’où il sortira diplômé en mars 1951. Il y est capitaine de l’équipe de karaté-Do, ce qui lui permet de pratiquer intensément avec Genshin (Motonobu) Hironishi et Jotaro Takagi. 
En 1949 Sensei Kase sera, à 20 ans, le plus jeune au grade de Sandan.
Sensei Yoshitaka Funakoshi est décédé à l’âge de 39 ans le 7 novembre 1945, et bien qu’il se soit peu entraîné avec lui, sa pratique fut un choc pour le jeune Kase qui cherchera sans cesse à atteindre son niveau de pratique, et dans son enseignement, se référera constamment à ce fils Funakoshi qui recherchait « plus de mental, plus de puissance, plus d’énergie ». L’entraînement était très dur, du fait de l’esprit qui régnait au Japon en pleine Seconde guerre mondiale - époque dont il dira plus tard que « c’était la vraie époque du Budo ». Sensei Kase eut également comme instructeur Tadao Okuyama, dont la puissance et la rapidité étaient impressionnantes.

### Parcours en tant qu'instructeur
Présenté par Sensei Hironishi (1913-1999), il entre à la JKA (Japan Karaté Association, créée en mai 1949) dont Sensei Nakayama est alors chef instructeur (et le restera jusqu’à sa mort en 1987) et Taiji Kase devient un professeur des plus qualifiés.
Il entraîne de jeunes instructeurs : Keinosuke Enoeda, Hirokazu Kanazawa, Hideo Ochi et Hiroshi Shirai, avec qui il entretiendra des relations étroites d'amitiés et de travail.
En mars 1964, année des JO de Tokyo, il est envoyé en Afrique du Sud pendant trois mois pour y développer le karaté-Do. 
Début 1965, mandaté par Zentaro Kosaka - président de la JKA et ministre japonais des Affaires Étrangères - il a pour mission de propager le Karaté-Do à travers le monde. Il est cette fois à la tête d’un groupe composé de Enoeda et Shiraï. En un mois, ils donneront des démonstrations à travers le monde. 
Puis Sensei Shiraï partira pour l’Italie où il s'établira, Sensei Enoeda choisira Liverpool. Sensei Kase retournera en Belgique et aux Pays-Bas, puis il rentre au Japon.
Il arrive à Paris en août 1967, accueilli à la gare de Lyon par Jean-Pierre Lavorato, pour enseigner au Dojo de la Montagne Sainte-Geneviève, dojo d’Henry Plée. Il enseignera à la Montagne pendant cinq années. En 1972, il enseigne au centre Daviel (aujourd'hui Paris Anim' Victoire Tinayre) à Paris, dans le 13e arrondissement. Puis il ouvre en 1973 le dojo de la rue Daguerre.
Chef instructeur en France pour la JKA et responsable de la JKA Europe, il formera de nombreux élèves et conduira ses équipes aux divers championnats (de France, d’Europe et du monde) organisés par la JKA. 
La JKA organisera en 1973 une tournée à Kyoto, où Sensei Kase conduira la première équipe de France « Kata » composée de Hamid Hamiche, Gérald Dumont, Marcel Lancino, Camille Daudier... 
Sensei Kase quitte en 1972 le dojo d’Henry Plée pour se consacrer à l’enseignement du vrai karaté-Do. Car bien que membre de la JKA - et l'un des créateurs des premières règles de compétitions où il fut aussi arbitre - il ne cessera jamais de pratiquer le karaté comme un Budo.
L'émergence du karaté moderne l'incitait à faire renaître le concept de Budo, dans sa pratique et dans son enseignement. Il était convaincu que le développement sportif du karaté moderne faisant perdre au karaté-Do son âme authentique, est incompatible avec le concept du Budo.
Il considérait en effet la compétition sportive comme une phase possible du karaté-Do, une réalité limitée par les règles de compétition et d’arbitrage. 
Dans la philosophie des arts martiaux, l'esprit doit être libre et sans limite. De fait, il y a un niveau au-dessus de la compétition : le karaté-Do dans l'esprit du Budo.[réf. souhaitée]

### Maturité et transmission
À partir de 1976, il multiplie les voyages à l’étranger : Yougoslavie, Italie, Algérie, Mali, Côte d’Ivoire.
Dans les années 1980, il publiera deux livres sur les Dix-huit kata supérieurs et les Cinq Heian, manuels qui sont toujours édités.
Quand il quitte la JKA à la fin de cette décennie, il crée en 1989 avec Sensei Shiraï (ancien élève à l'université Komazawa) la World Karate-Do Shotokan Academy (WKSA) destinée à l’enseignement des ceintures noires et des professionnels du Karate-Do Shotokan. Son principal souci est de continuer à progresser.
Sensei Kase était prêt à partager ses connaissances et son expérience avec ceux qui l’écoutaient. Il disait que « tout karateka doit pratiquer au moins 20 années avant de savoir s’il doit ou non continuer ».
Le 31 mai 1999, Sensei Kase résiste à une attaque cardiaque. Après cet infarctus, sa tension demeurait élevée, et il impressionnait les médecins de l’hôpital en leur disant d'attendre quelques minutes pour avoir le temps de faire des exercices respiratoires et ainsi la faire baisser. Après six mois de repos forcé, il reprend l’enseignement et l’entraînement.
Il disait : « Si vous enseignez le karaté-Do, vous devez vous entraîner régulièrement vous-même. Vous devez pratiquer plus fort, et plus que vos étudiants. Si vous avez pratiqué assez longtemps, le karaté est en vous et vous pouvez vous entraîner n’importe où. »
Il a comme passion d’étudier de vieux livres de Budo, de poésie et de philosophie. C’est un grand historien des arts martiaux. 
Il a enseigné le sens de cette phrase prononcée par Gishin Funakoshi : « Karate ni sente nashi » (« Il n’y a pas de première attaque en Karaté »).
En 2001, est fondée la Shotokan Ryu Kase Ha Instructors Academy (SRKHIA) à vocation internationale, dont l’objectif est de diffuser l’esprit du karaté-Do de Yoshitaka Funakoshi, en formant des instructeurs qui entraîneront les générations suivantes à la pratique du karaté en tant que Budo. 
Le 29 septembre 2002, entouré de ses plus fidèles élèves au sein du Shihankaï, il signe le « Grading Syllabus », programme technique requis pour les passages de grades à partir du Shodan, afin de pérenniser l’enseignement de la « Kase ha ryu » dont il a choisi l’emblème, l'idéogramme GI qui représente l'honneur, une obligation morale envers quelqu'un. 
Son affection profonde envers la tradition japonaise des samouraïs et les principes du Code du Bushido, a marqué durant toute sa vie sa pratique du Shotokan Karaté-Do, et engendrera cette lignée particulière qui porte désormais son sceau : le « Kase Ha Shotokan Ryu Karate-Do », pérennisé au travers de l'organisation Kase-ha Shotokan-ryu Karaté-do Academy (KSKA). Comme aimait à le rappeler Shihan Dirk Heene, 8e dan et fidèle assistant de Sensei Kase, à propos des karatékas français : « Vous avez le plus grand expert de karaté au monde et vous ne le savez pas ».
Sensei Taïji Kase meurt à l’âge de 75 ans, le 24 novembre 2004 à Clamart, dans la banlieue sud de Paris. Le 10e dan lui sera décerné à titre posthume.[réf. souhaitée]

## Kase-ha Shotokan-ryu Karaté-do Academy

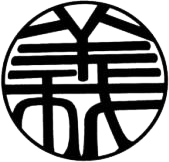
Logotype de la Kase-ha Shotokan-ryu Karatédo Academy.

L'organisation Kase-ha Shotokan-ryu Karaté-do Academy (KSKA) a été créée par les élèves les plus proches de Sensei Kase pour pérenniser et développer son enseignement. La Présidente d’honneur est Madame Chieko Kase, épouse de Sensei Kase. Elle est dirigée par Shihan Dirk Heene, 8e dan et fidèle assistant de Sensei Kase.
Les membres du Shihankaï, comité technique de la KSKA, ont créé chacun une organisation pour promouvoir l'enseignement KSKA dans leur propre pays : Dirk Heene en Belgique, Velibor Dimitrijévic en Grèce et en Serbie, Michaylo Fedyk en Angleterre, Jim Martin en Écosse, Pascal Lecourt en France, Pascal Petrella en Allemagne.

## Œuvres
- Katas supérieurs shōtokan-ryū : 22 katas du karate-do Kase-ha, Noisy-sur-École, Budo Éditions, 2013, 349 p. (ISBN 978-2-84617-268-4).
- Karaté-do kata. 5 Heian 2 Tekki., SEDIREP, 1983, 104 p. (ISBN 978-2-901551-61-4).